# Centième anniversaire du génocide arménien
Le centième anniversaire du génocide arménien (en arménien : Հայոց ցեղասպանութեան 100-ամեակ ; hayots tseghaspanutyan haryur amyak) est une commémoration du génocide arménien ayant eu lieu le 24 avril 2015, cent ans après la rafle des intellectuels arméniens du 24 avril 1915 à Constantinople et constitue donc une édition particulière de la journée annuelle de la commémoration du génocide arménien.

## Arménie

### Position officielle
Le 23 avril 2011, une commission gouvernementale de coordination des événements consacrés à la 100e commémoration du génocide arménien est fondée par un décret présidentiel. Elle est dirigée par Hayk Demoyan, directeur du musée-institut du Génocide arménien. La première réunion de la commission s'est tenue le 30 mai 2011 et présidée par le président Serge Sarkissian.
Chavarch Kotcharian, le vice-ministre arménien des Affaires étrangères, déclare en juin 2012 que «  les efforts qui ont été engagés sont importants non seulement pour notre pays et la Diaspora, mais pour le monde entier. L'impunité des crimes commis contre l'humanité et leur déni créent une terre fertile pour la récurrence d'événements similaires. » Il affirme que « en niant le Génocide, la direction de la Turquie moderne ressemble au gouvernement turc ottoman, qui a perpétré le Génocide ».

#### Éventuelles revendications territoriales
Le 5 juillet 2013, lors d'un forum des avocats arméniens à Erevan sur l'anniversaire du génocide organisé par le ministère de la Diaspora, le Procureur général de l'Arménie, Aghvan Hovsepian, fait une « déclaration sensationnelle »,. Il déclare :
« En effet, la république d'Arménie devrait récupérer ses territoires perdus et les victimes du génocide arménien devraient recevoir une rémunération matérielle. Mais toutes ces revendications doivent avoir des fondements juridiques parfaits. Je crois fermement que les descendants du génocide doivent recevoir une rémunération matérielle, les églises miraculeusement encore debout en Turquie et leurs propriétés doivent être retournées à l'Église arménienne, et la république d'Arménie doit récupérer ses territoires perdus. »
Selon l'agence de presse ArmeniaNow « cela a été considéré comme la première revendication territoriale de l'Arménie à la Turquie faite à un niveau officiel. Le procureur général est le porteur de la plus haute instance judiciaire du pays, et sa déclaration équivaut à une déclaration officielle. Bien que, Giro Manoyan, directeur du secrétariat international du bureau de la Fédération révolutionnaire arménienne (Dachnaktsoutioun) à Erevan, commente sur le développement, disant « qu'il était encore impossible de dire que l'Arménie a présenté une demande formelle à la Turquie ».
En réponse, le ministère turc des Affaires étrangères publie une déclaration le 12 juillet 2013, disant que la déclaration de Hovsepian « reflète la mentalité problématique qui prévaut en Arménie quant à l'intégrité territoriale de son voisin la Turquie et aux relations turco-arméniennes et contredit aussi les obligations qu'elle a contractées envers les organisations internationales dont elle est membre, en particulier l'ONU et l'OSCE. Il faut être bien conscient que personne ne peut prétendre revendiquer des terres de la Turquie ».

### Position non officielle
Le chef de l'opposition et candidat à l'élection présidentielle de 2013, Raffi Hovanissian, déclare que :
« Le 100e anniversaire ne signifie pas la fin de la lutte. La lutte est continue. Le 100e anniversaire n'est pas un délai de prescription ; il marque le fossé qui doit forcer la Turquie à se décider entre payer une rémunération sans conditions préalables et accepter la victoire du peuple arménien ».
Vartan Oskanian, Ministre des Affaires étrangères de l'Arménie de 1998 à 2008, déclare en 2013 qu'il a « remarqué un changement dans l'importance de notre communauté politique, spirituelle et la société dans son ensemble. Il est grand temps de passer de la reconnaissance du génocide à l'élimination de ses conséquences. Cela signifie être ambitieux dans la défense de nos propres droits, dans les demandes d'indemnisation pour les pertes matérielles, spirituelles, intellectuelles et morales ».

## Diaspora arménienne

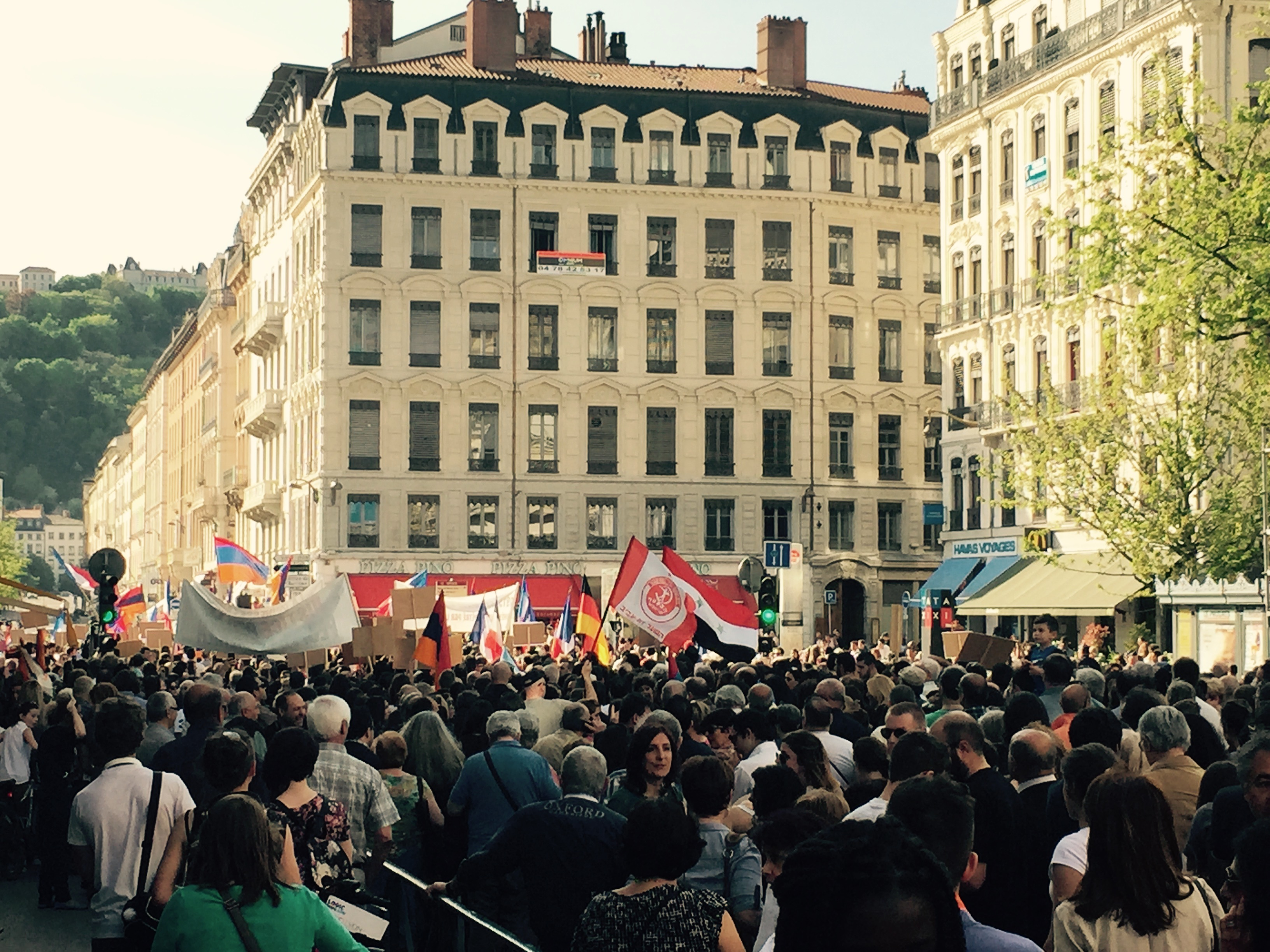
Manifestation du 24 avril 2015 à Lyon.

Le Catholicos de Cilicie basé au Liban, Aram Ier, indique en mai 2011 que le 100e anniversaire du génocide « n'est pas une date régulière » et que les organisations et institutions arméniennes « devraient examiner attentivement nos actions et nos paroles ». Il suggère un « besoin de changer notre comportement » et appelle l'Arménie « à agir comme un État, tandis que la Diaspora doit fixer ses tâches plus clairement et tous les Arméniens doivent s'unir. La demande de notre peuple sur la reconnaissance du génocide arménien devrait être présentée au monde. Nous devons nous unir et parler seulement de nos exigences ».
Sa Sainteté poursuit en expliquant :

« Depuis 100 ans, nous avons insisté sur le souvenir du Génocide. Nous avons allumé des bougies, organisées des soirées commémoratives, et publiés des livres. Ces activités importantes seront inculquées à nos jeunes avec le testament sacré et les âmes de nos martyrs. Pourtant, nous ne devrions pas nous concentrer séparément sur ce sujet. Depuis 100 ans, nous avons rappelé les gens à travers des démonstrations, sollicitations, et élévations de nos voix. Nous visons à poursuivre ces activités avec des approches différentes. Toutefois, il est impératif que nous insistons sur nos demandes de restitution. »

L'écrivain américano-arménien Harout Sassounian affirme que « le gouvernement turc et ses agents surveillent de près tous les plans programmés des Arméniens, Ankara pourrait donc préparer ses contrecoups pour anticiper le "Tsunami" arménien ». Dans ses mots, la Turquie « aiderait à faire connaître la Cause arménienne » en essayant de contrer les activités à venir du centenaire du génocide.

### Mémoriaux
En juillet 2013, la construction du Musée du génocide arménien a commencé à Montevideo en Uruguay. L'Uruguay, qui est le premier pays à reconnaître officiellement le génocide arménien en 1965, est ainsi devenu le premier pays en plus de l'Arménie à construire un musée consacré au génocide arménien « à l'initiative de l'État ». Le ministère de l'Éducation et de la Culture avec la communauté arménienne de l'Uruguay s'attendent à achever la construction du musée au 100e anniversaire du génocide.
Aux États-Unis, en septembre 2013, le Pasadena City Council approuve, la proposition pour un mémorial du génocide, qui a été inauguré le 23 avril 2015 sur le campus de l'université d'État de Californie à Fresno. D'autre part, le Mémorial du Génocide de Montebello en Californie est attendu à devenir un point de repère historique pour le 100e anniversaire du Génocide. A été également prévu qu'un musée ouvre à Washington D.C. en 2015. Et en 2015 ouvre alors l'Armenian Genocide Museum of America. 

### Ancêtres
L'Arménie a lancé un projet généalogique mondial appelé hush.am (signifiant mémoire) pour permettre aux Arméniens partout dans le monde de se retrouver à travers la recherche des mémoriaux d'ancêtres et des registres de cimetières.

## Réaction internationale

### Turquie

#### Position officielle
En s'adressant aux représentants turcs, le Premier ministre turc Recep Tayyip Erdoğan déclare :

« Nous devrions tous être prêts et bien équipés pour que les événements de 1915 puissent être traitées de manière objective, scientifique et réaliste. La diaspora arménienne fait ses préparatifs pour transformer les événements de 1915 en campagne politique en [déformant] la réalité historique. Contrairement à cette campagne politique, nous allons nous tenir fermement contre eux en mettant en évidence les données historiques et scientifiques. »

#### Position non-officielle
Selon le journaliste turc Mehmet Ali Birand :

« Les Arméniens approchent presque la fin de leurs revendications de génocide. Ils ont fait accepter au monde leurs réclamations en travaillant en permanence comme des fourmis ouvrières pendant 100 années. Tandis qu'ils expliquaient leur douleur et ce qu'ils ont dû endurer, nous n'avons même pas discuté entre nous de ce qui était arrivé. Nous avons enterré nos têtes dans le sable et avons atteint ces jours. Nous ne pouvions pas répondre d'une manière convaincante. Nous avons perdu cette affaire. »

İshak Alaton, éminent homme d'affaires turco-juif, déclare en 2012 que :

« S'excuser est un signe de maturité et il est temps pour la Turquie de grandir... Il reste peu de temps jusqu'en 2015 lorsque la Turquie sera confrontée à une énorme campagne menée par le lobby arménien, qui prétendra que ce sera le 100e anniversaire du génocide arménien. »

Le journaliste Hasan Cemal, qui est le petit-fils de Djemal Pacha, l'un des principaux auteurs du génocide, déclare en 2013 que : « La Turquie, en tant qu'État, devrait présenter des excuses aux Arméniens ».

### États-Unis
Le 10 avril 2014, à la veille du 99e anniversaire, le Comité des affaires étrangères du Sénat des États-Unis est rapporté à une résolution (S. Res. 410) du Sénat des États-Unis qui condamne et commémore le génocide arménien, le décrivant comme un acte d' « élimination de la présence de plus de 2500 ans d'Arméniens dans leur patrie historique ». Elle est rédigée par le président du comité Robert Menendez (D-NJ), et est approuvée par un vote de 12-5,. Dans sa déclaration, le co-auteur de la résolution, Mark Kirk (R-IL) fait une référence au 100e anniversaire du génocide et de l'importance de sa reconnaissance.
Le ministère des Affaires étrangères de l'Arménie a salué l'adoption de la résolution, la décrivant comme « une étape importante sur la voie de la restauration de la vérité historique et la prévention des crimes contre l'humanité ». Le ministère turc des Affaires étrangères a publié une déclaration critiquant l'adoption de la résolution, stipulant que le comité « a agi au-delà de sa position, de sa compétence et de sa responsabilité en adoptant à la majorité un projet de résolution préparé à la hâte et de façon maladroite ». La déclaration a ensuite décrit comme une « tentative d'exploitation politique qui déforme l'histoire et le droit [et] l'initiative des préjugés, qui est dépourvue de tout fondement juridique ». En réponse à une question sur la position du gouvernement américain sur la question, le 11 avril 2014, le porte-parole du département d'État Jen Psaki évite d'employer le mot « génocide » et déclare que :

« Notre position a longtemps été que nous reconnaissons – reconnaissons clairement comme un fait historique et pleurons la perte de 1,5 million d'Arméniens qui ont été massacrés ou qui ont été forcés de marcher jusqu'à leur mort dans les derniers jours de l'Empire ottoman. Ces événements horribles ont donné lieu à l'une des pires atrocités du XXe siècle, et les États-Unis reconnaissent qu'ils demeurent une grande source de douleur pour le peuple d'Arménie et d'origine arménienne, comme ils le font pour nous tous qui partageons les valeurs universelles de base. »

### Le Vatican
En juin 2013, lors de l'ouverture de l'ambassade d'Arménie au Vatican, le Pape François déclare qu'il souhaite visiter l'Arménie en 2015 lors du centième anniversaire du génocide,.
Le 12 avril 2015, le Pape François déclare lors de la messe célébrée à l'occasion du centenaire du génocide arménien au Vatican : « Notre humanité a vécu, le siècle dernier, trois grandes tragédies inouïes : la première est celle qui est généralement considérée comme « le premier génocide du XXe siècle » ; elle a frappé votre peuple arménien – première nation chrétienne –, avec les Syriens catholiques et orthodoxes, les Assyriens, les Chaldéens et les Grecs ». Le Pape proclame également à cette occasion Grégoire de Narek, saint d'origine arménienne, 36e docteur de l'Église,.

### Autriche
Le 22 avril 2015, le Parlement autrichien reconnaît le génocide arménien en observant une minute de silence et en déclarant notamment que : « Le 24 avril 1915 a marqué le début de persécutions qui se sont achevées en génocide [...]. Au nom de la responsabilité historique, la monarchie austro-hongroise ayant été l'alliée de l'Empire ottoman durant la Première guerre mondiale, il est de notre devoir de qualifier ces terribles événements de génocide, et de les condamner comme tel [...]. Il est également du devoir de la Turquie d'affronter de façon honnête les chapitres douloureux de son histoire et de reconnaître comme génocide les crimes commis contre les Arméniens sous l'Empire ottoman ».

### Allemagne
Le 23 avril 2015, le président Joachim Gauck reconnaît le génocide au cours d'une cérémonie religieuse dans une déclaration publique. De plus, il reconnaît la « coresponsabilité » et la « complicité de l'Allemagne dans le génocide ». Selon lui, des militaires allemands « ont participé à la planification et pour une part à la mise en place de la déportation » d'Arméniens.

### Autres

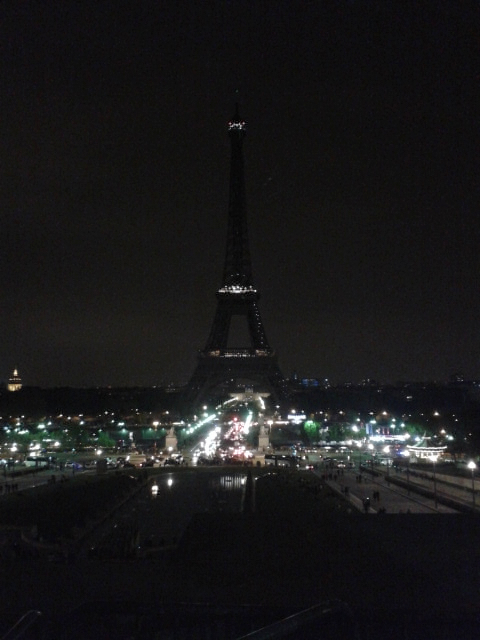
La Tour Eiffel éteinte le 24 avril au soir, en hommage aux victimes du génocide arménien.

Le bâtiment du Los Angeles City Hall est éclairé en violet clair pendant une semaine pour observer le centenaire du génocide arménien.
Le 24 avril à 21 h 30, les lumières de la Tour Eiffel ont été éteintes pendant dix minutes, et le scintillement désactivé pour la première fois toute la nuit pour observer le centenaire du génocide arménien,.
Les lumières du Colisée à Rome ont été éteintes pendant quinze minutes pour observer le centenaire du génocide arménien.
Le 20 avril, le ministre de l'éducation et de l'enseignement supérieur du Liban, Elias Bou Saab, a annoncé que toutes les écoles au Liban seront fermées le 24 avril pour observer le centenaire du génocide arménien.

## Personnalités présentes
Les délégations d'une soixantaine de pays ont assisté aux cérémonies pour l'anniversaire en Arménie. Comprenant le président de la France, de Chypre, de la Pologne, de la Russie et de la Serbie ainsi que leurs délégations respectives,.
Le Pape Théodore II de l'Église copte orthodoxe a été à la tête d'une délégation égyptienne de 55 personnes, comprenant des membres du clergé, des journalistes et des Arméniens d'Égypte pour participer aux événements,. Une délégation du Liban devrait inclure les ministres des Affaires étrangères et de l'industrie du pays, ainsi que des fonctionnaires parlementaires. D'autres délégations de la Syrie, du Liban, de l'Irak, du Koweït et des Émirats arabes unis ont assisté également à l'anniversaire.
Le groupe de rock System of a Down s'est produit en Arménie le 23 avril. Un concert d'orchestre nommé « Revival » prendra place le 24 au soir qui sera assuré par plus d'une centaine de musiciens provenant de quarante-trois pays.
Beaucoup de célébrités ont assisté également aux cérémonies, notamment Amal Alamuddin-Clooney, avocate de l'Arménie devant la Cour européenne des droits de l'homme et son mari George Clooney, ainsi que des personnalités de la diaspora arménienne de France dont : André Manoukian, Simon Abkarian, Mathieu Madénian, Patrick Fiori, Hélène Ségara et Charles Aznavour.